# Cobra Starship
Cobra Starship var ett amerikanskt rock-, poppunk- och houseband från USA som bildades 2005. Cobra Starship hade kontrakt med skivbolaget Decaydance Records som är grundat och ägs av Pete Wentz från bandet Fall Out Boy. Decaydance arbetar tillsammans med skivbolaget Fueled by Ramen. 

## Historik
Gruppens första album While the City Sleeps, We Rule the Streets släpptes 10 oktober 2006. Den första singeln från deras debutalbum, "Snakes on a Plane (Bring It)", finns med i filmen Snakes on a Plane från 2006. Gruppen har även gjort låten "Awww Dip" som finns med i Teenage Mutant Ninja Turtles-filmen TMNT från 2007. Deras andra album ¡Viva La Cobra! släpptes 23 oktober 2007 och har sålt i över 100 000 exemplar. Singlar från albumet är "Guilty Pleasure", "The City Is at War" och "Kiss My Sass". 
I början av 2008 turnerade gruppen världen över och framförde låtar från det andra albumet. Titeln för turnén var "The Really Really Ridiculously Good Looking Tour" och bland dess gästartister fanns Metro Station, The Cab, We The Kings och No Syke. Gruppen spelade också på Warped Tour 2008. Under hösten 2008 turnerade de igen under titeln "Sassyback Tour" med gästartister som Forever the Sickest Kids, Hit The Lights och Sing It Loud.
Under sommaren 2008 gjorde Cobra Starship även en egen coverversion på låten "I Kissed A Girl" av artisten Katy Perry som heter "I Kissed A Boy". Låten släpptes 25 augusti 2008 på Fall Out Boys Citizens For Our Betterment mixtape Welcome To The New Administration. Gruppen har även gjort en coverversion av låten "Hollaback Girl" av artisten Gwen Stefani som heter "Hollaback Boy".
Cobra Starship var i början av april 2009 förband åt Fall Out Boy på turnén "Believers Never Die (Part Deux)". Bland de andra band som var som förband under turnén fanns All Time Low, Metro Station och Hey Monday. Gruppen gjorde även ett par spelningar i Storbritannien med band som Sing It Loud, Cash Cash, No Syke och Mimi Soya. 
Under 2009 arbetade Cobra Starship med sitt nya album Hot Mess som släpptes den 11 augusti. Bandet arbetade bland annat tillsammans med Kara DioGuardi, Kevin Rudolf, KarateE! Mouse, S*A*M, Sluggo och låtskrivarna Benny Blanco och Patrick Stump. Gossip Girl-stjärnan Leighton Meester är med på låten "Good Girls Go Bad", producerad av Kevin Rudolf och omskriven av Rudolf och Kara DioGuardi. 
Den 3 augusti 2009 påbörjade gruppen en turné för att främja det nya albumet. Turnén hade titeln  "Hot Mess Across The US Tour" och innehöll tjugoen stopp. Bland gästartisterna fanns band som The Friday Night Boys och DJ Skeet Skeet. Bandet Plasticines skulle egentligen också medverkat i turnén, men hoppade av. Cobra Starship listade då ett par band och lät sina fans rösta på en blogg om vilka band de ville ha med på turnén. Det vinnande bandet blev The Audition.
Under hösten 2009 uppträdde Cobra Starship även på Boys Like Girls "Love Drunk Tour" tillsammans med The Maine och A Rocket To The Moon.

## Medlemmar
Senaste medlemmar
- Gabe Saporta – sång (2005–2015), basgitarr (2014)
- Nate Novarro – trummor, bakgrundssång (2005–2015)
- Victoria Asher – keytar, keyboard, bakgrundssång (2007–2015)
- Eric Halvorsen – basgitarr, bakgrundssång (2014–2015)
- Andy Barr – gitarr, bakgrundssång (2014–2015)

Tidigare medlemmar
- Elisa Schwartz – keytar, bakgrundssång (2005–2007)
- Ryland Blackinton – gitarr, bakgrundssång (2005–2014)
- Alex Suarez – basgitarr, bakgrundssång (2005–2014)

## Diskografi

### Album
| År   | Album                                      | Positioner | Positioner | Positioner |
| År   | Album                                      | US         | US Indie   | US Heat    |
| ---- | ------------------------------------------ | ---------- | ---------- | ---------- |
| 2006 | While the City Sleeps, We Rule the Streets | 125        | 7          | 1          |
| 2007 | ¡Viva La Cobra!                            | 80         | —          | —          |
| 2009 | Hot Mess                                   | -          | -          | -          |
| 2011 | Night Shades                               | -          | -          | -          |

### Singlar
| 2006 | "Snakes on a Plane (Bring It)" (med William Beckett, Travis McCoy och Maja Ivarsson) | — | 32 | —  | — | While the City Sleeps, We Rule the Streets |   |   |   |   |                      |   |   |   |   |              |
| 2006 | "The Church of Hot Addiction"                                                        | — | —  | —  | — | While the City Sleeps, We Rule the Streets |   |   |   |   |                      |   |   |   |   |              |
| 2007 | "Send My Love to the Dancefloor, I'll See You In Hell (Hey Mister DJ)"               | — | —  | —  | — | While the City Sleeps, We Rule the Streets |   |   |   |   |                      |   |   |   |   |              |
| 2007 | "The City Is at War"                                                                 | — | —  | —  | — | ¡Viva La Cobra!                            |   |   |   |   |                      |   |   |   |   |              |
| 2007 | "Guilty Pleasure"                                                                    | — | —  | —  | — | ¡Viva La Cobra!                            |   |   |   |   |                      |   |   |   |   |              |
| 2008 | "Kiss My Sass"                                                                       | — | —  | —  | — | ¡Viva La Cobra!                            |   |   |   |   |                      |   |   |   |   |              |
| 2009 | "Good Girls Go Bad" (med Leighton Meester)                                           | 7 | —  | 17 | 2 | Hot Mess                                   | - | - | - | - |                      |   |   |   |   |              |
| 2011 | "You Make Me Feel..." (med Sabi)                                                     | - | -  | -  | - | "Middle Finger" (med Mac Miller            | - | - | - | - | "#1Nite (One Night)" | - | - | - | - | Night Shades |